# Tobwaan Kiribati Party
Le Tobwaan Kiribati Party (abrégé en TKP) est un parti politique gilbertin issu en janvier 2016 de la fusion du Maurin Kiribati Party et de la Coalition Unie. Ces derniers s'étaient auparavant présentés en coalition aux législatives de décembre 2015, décrochant 19 sièges sur les 44 directement élus. Taneti Maamau remporte la présidentielle qui s'ensuit en mars 2016 sous l'étiquette du TKP.
Le président du parti Banuera Berina ainsi que douze autres députés font scission en novembre 2019 à la suite de la décision du gouvernement de rompre les relations diplomatiques avec Taïwan pour se rapprocher de la Chine continentale. Ils fondent alors le parti Kiribati Moa Party qui fusionne avec le reste de l'opposition pour les élections législatives de 2020.